# Liste der Kulturdenkmale in Schachdorf Ströbeck
Die Liste der Kulturdenkmale in Schachdorf Ströbeck enthält die Kulturdenkmale des Landesamtes für Denkmalpflege und Archäologie in Sachsen-Anhalt im Ortsteil Schachdorf Ströbeck der Gemeinde Halberstadt und ist eine Teilliste der Liste der Kulturdenkmale in Halberstadt. Grundlage ist das Denkmalverzeichnis des Landes Sachsen-Anhalt, das auf Basis des Denkmalschutzgesetzes des Landes Sachsen-Anhalt, welches am 21. Oktober 1991 durch das Landesamt erstellt und seither laufend ergänzt wurde (Stand: 31. Dezember 2022).

## Legende
In den Spalten befinden sich folgende Informationen:
- Lage: Nennt den Straßennamen und wenn vorhanden die Hausnummer des Kulturdenkmals. Die Grundsortierung der Liste erfolgt nach dieser Adresse. Der Link „Karte“ führt zu verschiedenen Kartendarstellungen und nennt die geographischen Koordinaten.
Link zu einem Kartenansichtstool, um Koordinaten zu setzen. In der Kartenansicht sind Baudenkmale ohne Koordinaten mit einem roten bzw. orangen Marker dargestellt und können in der Karte gesetzt werden. Baudenkmale ohne Bild sind mit einem blauen bzw. roten Marker gekennzeichnet, Baudenkmale mit Bild mit einem grünen bzw. orangen Marker.
- Offizielle Bezeichnung: Nennt den Namen, die Bezeichnung oder zumindest die Art des Kulturdenkmals und verlinkt, soweit vorhanden, auf den Artikel zum Objekt.
- Beschreibung: Nennt bauliche und geschichtliche Einzelheiten des Kulturdenkmals, vorzugsweise die Denkmaleigenschaften.
- Erfassungsnummer: Für jedes Kulturdenkmal wird in Sachsen-Anhalt eine 20stellige Erfassungsnummer vergeben. Die letzten zwölf Ziffern werden für die Untergliederung nach Teilobjekten genutzt und werden nur angegeben, soweit vergeben. In dieser Spalte kann sich folgendes Icon  befinden, dies führt zu Angaben zu diesem Baudenkmal bei Wikidata.
- Ausweisungsart: Die Einordnung des Denkmales nach § 2 Abs. 2 DenkmSchG LSA
- Bild: Ein Bild des Denkmales, und gegebenenfalls einen Link zu weiteren Fotos des Kulturdenkmals im Medienarchiv Wikimedia Commons. Wenn man auf das Kamerasymbol klickt, können Fotos zu Kulturdenkmalen aus dieser Liste hochgeladen werden:

## Kulturdenkmale
| Lage                                                                       | Bezeichnung             | Beschreibung                                                                                | Erfassungs- nummer | Ausweisungsart                                  | Bild           |
| -------------------------------------------------------------------------- | ----------------------- | ------------------------------------------------------------------------------------------- | ------------------ | ----------------------------------------------- | -------------- |
| An der Kirche (Karte)                                                      | Sankt-Pankratius-Kirche |                                                                                             | 094 01969          | Baudenkmal                                      | Weitere Bilder |
| An der Kirche 32, 34 (Karte)                                               | Kirchhof                | alt: Karl-Marx-Straße 32, 34                                                                | 094 01961          | Denkmalbereich                                  | Weitere Bilder |
| An der Kirche 33 (Karte)                                                   | Pfarrhof                |                                                                                             | 094 01954          | Baudenkmal                                      | Weitere Bilder |
| Aspenstedter Straße 61B (Karte)                                            | Bauernhaus              | massiver Steinbau, alt: Karl-Marx-Straße 61B                                                | 094 01948          | Baudenkmal                                      | Weitere Bilder |
| Aspenstedter Straße 194 (Karte)                                            | Saalbau                 | alt: Karl-Marx-Straße 129A                                                                  | 094 01952          | Baudenkmal                                      | Weitere Bilder |
| Bahnhofstraße 15 (Karte)                                                   | Bauernhaus              | alt: Karl-Marx-Straße 15                                                                    | 094 01947          | Baudenkmal                                      | Weitere Bilder |
| Bahnhofstraße 126 (Karte)                                                  | Bahnhof                 | nicht mehr existent                                                                         | 094 01965          | Denkmalbereich                                  | Weitere Bilder |
| Bahnhofstraße 210 (Karte)                                                  | ehemalige Schule        | alt: Karl-Marx-Straße 210                                                                   | 094 01956          | Baudenkmal                                      | Weitere Bilder |
| Hauptstraße (Karte)                                                        | Turm                    | Schachturm, neben Hauptstraße 52                                                            | 094 01949          | Baudenkmal                                      | Weitere Bilder |
| Neue Reihe (Karte)                                                         | Friedhof                |                                                                                             | 094 02901          | Denkmalbereich                                  | Weitere Bilder |
| Neue Reihe, Ströbeck Friedhof (Karte)                                      | Feierhalle              | Feierhalle                                                                                  | 094 02901 001      | Teilobjekt eines Denkmalbereichs - Baudenkmal   | Feierhalle     |
| Neue Reihe, auf dem Friedhof                                               | Kriegerdenkmal          | Kriegerdenkmal                                                                              | 094 02901 002      | Teilobjekt eines Denkmalbereichs - Kleindenkmal | Kriegerdenkmal |
| Obere Dorfstraße 65–67 (Karte)                                             | Bauernhof               | Bruns’scher Hof (alt: Rosa-Luxemburg-Straße 63–65) Ortskern (Flur: 3, Flurstück 192/7)      | 094 01945          | Baudenkmal                                      | Weitere Bilder |
| Obere Dorfstraße 70 (Karte)                                                | Bauernhaus Ströbeck     | Hinter Neue Reihe 45                                                                        | 094 01938          | Baudenkmal                                      | Weitere Bilder |
| Obere Dorfstraße 71b (Karte)                                               | Brauerei                |                                                                                             | 094 01940          | Baudenkmal                                      | Weitere Bilder |
| Obere Dorfstraße 73A (Karte)                                               | Bauernhaus              |                                                                                             | 094 01944          | Baudenkmal                                      | Weitere Bilder |
| Obere Dorfstraße 88 (Karte)                                                | Bauernhaus              |                                                                                             | 094 01943          | Baudenkmal                                      | Weitere Bilder |
| Schachplatz 53, 54, 56, 57, 64, 96, 97, 98, 99, 100, 111, 112, 113 (Karte) | Platz                   |                                                                                             | 094 02902          | Denkmalbereich                                  | Weitere Bilder |
| Schachplatz 55 (Karte)                                                     | Bauernhaus              | Platz am Schachspiel                                                                        | 094 01935          | Baudenkmal                                      | Weitere Bilder |
| Schachplatz 96 (Karte)                                                     | Bauernhaus              | Platz am Schachspiel 96                                                                     | 094 01927          | Baudenkmal                                      | Weitere Bilder |
| Schachplatz 97 (Karte)                                                     | Bauernhaus              | Platz am Schachspiel 97                                                                     | 094 01928          | Baudenkmal                                      | Weitere Bilder |
| Schachplatz 100 (Karte)                                                    | Toranlage               |                                                                                             | 094 01930          | Baudenkmal                                      | Weitere Bilder |
| Schachplatz 112 (Karte)                                                    | Bauernhaus              |                                                                                             | 094 01933          | Baudenkmal                                      | Weitere Bilder |
| Schachplatz 113 (Karte)                                                    | Bauernhaus              |                                                                                             | 094 01931          | Baudenkmal                                      | Weitere Bilder |
| Schachplatz 117 (Karte)                                                    | Gasthof                 | aktuelle Adresse: Platz zum Schachspiel                                                     | 094 01929          | Baudenkmal                                      | Weitere Bilder |
| Untere Dorfstraße 4 (Karte)                                                | Stall                   | baufällig, ca. seit 2010 kein Dach mehr vorhanden, steht östlich von „Untere Dorfstraße 36“ | 094 01968          | Baudenkmal                                      | Weitere Bilder |
| Untere Dorfstraße 10 (Karte)                                               | Bauernhaus              | alt: Ernst-Thälmann-Straße 10                                                               | 094 01967          | Baudenkmal                                      | Weitere Bilder |
| Untere Dorfstraße 143 (Karte)                                              | Bauernhaus, Villa       | alt: Ernst-Thälmann-Straße 143                                                              | 094 01966          | Baudenkmal                                      | Weitere Bilder |